# Komløya
Komløya est une île norvégienne du comté de Hordaland appartenant administrativement à Bømlo.

## Description
Rocheuse et désertique, elle s'étend sur environ 528 m de longueur pour une largeur approximative de 438 m.  